# HMS Dauntless (2007)
HMS Dauntless (D33) – brytyjski niszczyciel rakietowy typu 45. Drugi okręt typu wszedł do służby w Royal Navy 3 czerwca 2010 roku. Jest to szósty okręt w historii Royal Navy, noszący imię „Dauntless”.

## Projekt i budowa
Zamówienie na drugi niszczyciel typu 45 zostało złożone w stoczni BAE Systems Naval Ships w grudniu 2000 roku. Rozpoczęcie budowy miało miejsce 28 sierpnia 2004 roku. Wodowanie nastąpiło 23 stycznia 2007 roku. 14 listopada 2008 okręt opuścił stocznię w Govan nad rzeką Clyde i udał się na próby morskie, podczas których przetestowano napęd, uzbrojenie i systemy łączności okrętu . Okręt wszedł do służby 3 czerwca 2010 roku  .

## Służba

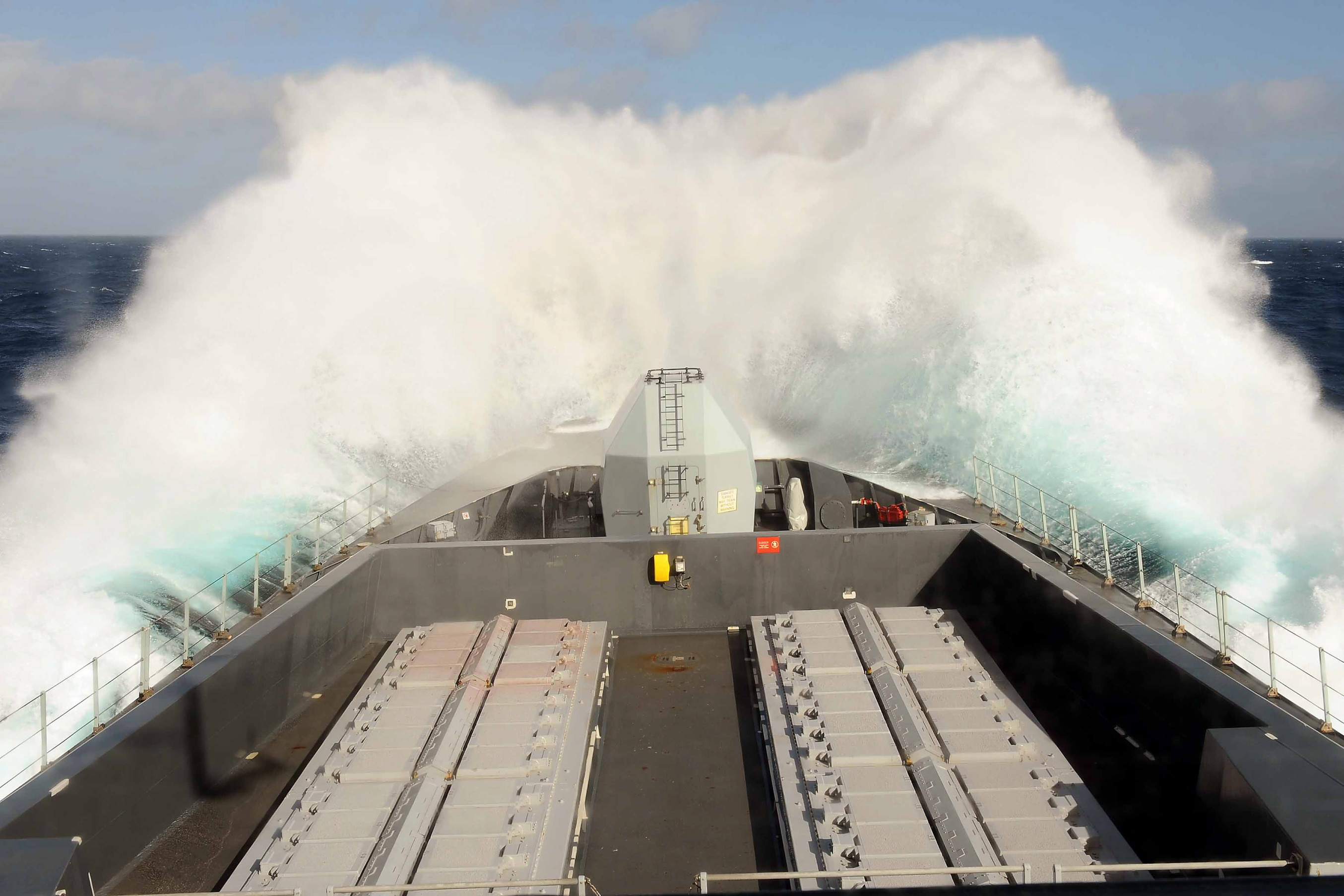
HMS „Dauntless” podczas sztormu na południowym Atlantyku

1 października 2010 roku brytyjskie ministerstwo obrony ogłosiło, że okręt z powodzeniem przetestował swoje uzbrojenie na poligonie rakietowym, kończąc tym samym cykl prób morskich. Ostateczne zatwierdzenie wejścia do służby nastąpiło 16 listopada. W maju 2011 roku, „Dauntless” wziął udział w swoich pierwszych ćwiczeniach znanych pod kryptonimem „Saxon Warrior” . W czerwcu 2011 roku, okręt udał się do Norfolk, gdzie wziął udział w międzynarodowych manewrach morskich FRUKUS, wraz z okrętami z Rosji, Francji i Stanów Zjednoczonych. W drodze na te ćwiczenia dwa jego pokładowe śmigłowce Lynx wylądowały na pokładzie rosyjskiego niszczyciela „Admirał Czabanienko”. We wrześniu 2011 roku, okręt jako pierwsza jednostka niszczycieli typu 45 przebywał w Londynie gdzie tymczasowo zabezpieczał odbywające się w mieście międzynarodowe imprezy .
W styczniu 2012 roku brytyjskie ministerstwo obrony ogłosiło, że okręt zostanie skierowany w rejon Falklandów w celu zastąpienia stacjonującego tam do tej pory innego okrętu, co spotkało się z protestami władz Argentyńskich. W 2015 roku okręt udał się w rejon Bliskiego Wschodu, gdzie poza działaniami antypirackimi, eskortował lotniskowiec USS „Carl Vinson”, którego samoloty pokładowe dokonywały ataków przeciwko siłom ISIS .
W 2016 roku z powodu braków kadrowych i przerw w pracach serwisowych, okręt tymczasowo zmieniono w stacjonarną jednostkę szkolną. W 2019 roku okręt przeszedł remont. W maju 2020 na okręcie wymieniono i zmodernizowano część wyposażenia, dzięki czemu możliwe jest ponowne wejście okrętu do czynnej służby  .